# End of an Era
End of an Era es un DVD de la banda finesa de power metal sinfónico Nightwish. Fue realizado en el estadio Hartwall Areena en Helsinki, Finlandia, y grabado el 21 de octubre de 2005 durante el concierto final de una larga gira internacional de la banda promocionando su álbum Once. Durante el concierto se puede ver la participación especial del amerindio John Two-Hawks, quien interpreta el tema «Stone People» de su álbum Honor como introducción a «Creek Mary's Blood», el cual se caracteriza por el uso de la flauta.
End of an Era es el último concierto de la cantante Tarja Turunen con el grupo. Los motivos de su salida pueden ser leídos en la carta abierta de la banda hacia ella. El DVD también contiene una galería de fotos y un documental (A Day Before Tomorrow) de 55 minutos sobre los 15 días previos al espectáculo.
El 29 de mayo de 2009 salió la versión Blu-ray en alta definición (720p) con un sonido Dolby Digital.

## Canciones
| N.º | Canción                       | Compositor                        | Nota                         | Duración |
| --- | ----------------------------- | --------------------------------- | ---------------------------- | -------- |
| 1.  | «Red Warrior»                 | Hans Zimmer                       | Intro                        | 0:35     |
| 2.  | «Dark Chest of Wonders»       | Holopainen                        |                              | 4:43     |
| 3.  | «Planet Hell»                 | Holopainen                        |                              | 4:45     |
| 4.  | «Ever Dream»                  | Holopainen                        |                              | 5:27     |
| 5.  | «The Kinslayer»               | Holopainen                        |                              | 4:09     |
| 6.  | «The Phantom of the Opera»    | Andrew Lloyd Webber / T. Rice     |                              | 5:12     |
| 7.  | «The Siren»                   | Holopainen / Vuorinen             |                              | 4:53     |
| 8.  | «Sleeping Sun»                | Holopainen                        |                              | 4:55     |
| 9.  | «High Hopes»                  | David Gilmour / Polly Anne Samson | Cover de Pink Floyd          | 6:54     |
| 10. | «Bless the Child»             | Holopainen                        |                              | 6:25     |
| 11. | «Wishmaster»                  | Holopainen                        |                              | 4:44     |
| 12. | «Slaying the Dreamer»         | Holopainen / Vuorinen             |                              | 5:05     |
| 13. | «Kuolema tekee taiteilijan»   | Holopainen                        |                              | 4:13     |
| 14. | «Nemo»                        | Holopainen                        |                              | 4:46     |
| 15. | «Ghost Love Score»            | Holopainen                        |                              | 10:29    |
| 16. | «Stone People»                | John Two-Hawks                    | Realizado por John Two-Hawks | 4:09     |
| 17. | «Creek Mary's Blood»          | Holopainen                        | John Two-Hawks a la flauta   | 8:39     |
| 18. | «Over the Hills and Far Away» | Gary Moore                        | Cover de Gary Moore          | 5:26     |
| 19. | «Wish I Had an Angel»         | Holopainen                        |                              | 4:17     |
| 20. | «All of Them»                 | Hans Zimmer                       | Outro                        | 3:35     |

## Posiciones de lista
| País         | Lista musicales                           | Pico de posición |
| ------------ | ----------------------------------------- | ---------------- |
| Austria      | Austrian DVD Chart Austrian Albums Chart  | 2 41             |
| Bélgica      | Belgian Ultratop 50                       | 40               |
| Países Bajos | Dutch DVD Chart                           | 3                |
| Finlandia    | Finnish DVD Chart Finnish Albums Chart    | 1 7              |
| Francia      | French CD+DVD Chart                       | 24               |
| Alemania     | German CD+DVD Chart                       | 3                |
| Hungría      | Hungarian DVD Chart                       | 1                |
| Noruega      | Norwegian Albums Chart                    | 35               |
| España       | Spanish DVD Chart                         | 2                |
| Suecia       | Swedish Albums Chart                      | 35               |
| Suiza        | Swiss CD+DVD Chart                        | 18               |
| Reino Unido  | UK Rock Chart UK Indie Chart UK DVD Chart | 7 8 115          |

### Ventas y certificaciones
| País      | Certification (ventas) |
| --------- | ---------------------- |
| Finlandia | Platino                |
| Francia   | Oro                    |
| Alemania  | Platino                |
| Suiza     | Oro                    |